# Дюпон Лажуа
«Дюпон Лажуа» (фр. Dupont Lajoie; у радянському прокаті — «Це сталося на свято») — французький фільм-драма, поставлений у 1975 році режисером Івом Буассе. Фільм отримав сцеціальний приз журі та ще дві нагороди 25-го Берлінського кінофестивалю 

## Сюжет
Дві сімейні пари збираються відпочити разом на лоні природи. Вони зупиняються в заміському кемпінгу. Одна із сімейних пар має доньку, дорослу дівчину Бріджит Колен (Ізабель Юппер). Зовсім випадково, коли вона засмагала в очеретах у відокремленому місці, на неї натрапив друг її батька Жорж Лажуа (Жан Карме). Після невеликої прелюдії, він, втративши голову, намагається взяти її силою, і під час боротьби, випадковим ударом ламає їй шийні хребці. Отямившись, він намагається приховати сліди вбивства і підкидає тіло дівчини до бараків алжирців. Глава місцевих націоналістів (Віктор Лану) підбурює жителів розправитися з алжирцем, на якого впала підозра і його вбивають, а Жорж Лажуа спокійно повертається до Парижа, де він має свій бар і благополучно забуває про цю «неприємну» подію. Але одного разу вранці у нього в барі з'являється неприємний відвідувач з рушницею — брат убитого алжирця…

## В ролях
| Жан Карме        | ···· | Жорж Лажуа                    |
| П'єр Торнад      | ···· | Колен                         |
| Жан Буїз         | ···· | інспектор Болар               |
| Мішель Пейрелон  | ···· | Альбер Шумахер                |
| Жинет Гарсен     | ···· | Жинет Лажуа                   |
| Паскаль Робер    | ···· | мадам Колен                   |
| Жан-П'єр Мар'єль | ···· | Лео Тартаффіоне               |
| Робер Кастель    | ···· | Лулу                          |
| Піно Карузо      | ···· | Вігорлеллі                    |
| Ізабель Юппер    | ···· | Бріджит Колен                 |
| Жак Шайє         | ···· | Леон Лажоє                    |
| Анрі Гарсен      | ···· | високопоставлений представник |
| Оділь Пуассон    | ···· | мадам Шумахер                 |
| Віктор Лану      | ···· | міцний                        |
| Мохамед Зінет    | ···· | брат Саїда                    |
| Поль Боніфа      | ···· | мер                           |
| Франсуа Каде     | ···· | Легліз                        |
| П'єр Колле       | ···· | п'яний                        |
| Жак Вільре       | ···· | Жеральд                       |

## Визнання
| Нагороди та номінації фільму «Дюпон Лажуа» | Нагороди та номінації фільму «Дюпон Лажуа» | Нагороди та номінації фільму «Дюпон Лажуа» | Нагороди та номінації фільму «Дюпон Лажуа» | Нагороди та номінації фільму «Дюпон Лажуа» | Нагороди та номінації фільму «Дюпон Лажуа» |
| Рік                                        | Нагорода                                   | Категорія                                  | Номінант                                   | Результат                                  |                                            |
| ------------------------------------------ | ------------------------------------------ | ------------------------------------------ | ------------------------------------------ | ------------------------------------------ | ------------------------------------------ |
| 1975                                       | 25-й Берлінський міжнародний кінофестиваль | Золотий лев                                | Дюпон Лажуа                                | Номінація                                  |                                            |
| 1975                                       | 25-й Берлінський міжнародний кінофестиваль | Срібний ведмідь — Спеціальний приз журі    | Ів Буассе                                  | Перемога                                   |                                            |
| 1975                                       | 25-й Берлінський міжнародний кінофестиваль | Interfilm Award                            | Ів Буассе                                  | Перемога                                   |                                            |
| 1975                                       | 25-й Берлінський міжнародний кінофестиваль | Приз журі читачів «Berliner Morgenpost»    | Ів Буассе                                  | Перемога                                   |                                            |